# Stiliger ornatus
Stiliger ornatus is een slakkensoort uit de familie van de Limapontiidae. De wetenschappelijke naam van de soort is voor het eerst geldig gepubliceerd in 1828 door Ehrenberg.